# بنت باريز (فلم)
بنت باريز فيلم مصري من إنتاج عام 1950.

## القصة
مطرب مشهور يتفق مع صاحب المسرح على الاستعانة براقصة فرنسية ولكنها تمرض فيضطر صاحب المسرح إلى استبدالها بعاملة بسيطة تشبهها، ولكن المطرب يقع في غرام العاملة وهو يتصور أنها الراقصة الفرنسية.

## فريق العمل
قصة: أبو السعود الإيبياري
سيناريو وحوار: حلمي رفلة
إخراج: حلمي رفلة
مخرج مساعد: عاطف سالم
موسيقى وألحان: محمد فوزي

## الممثلون
- ليلى فوزي
- محمد فوزي
- تحية كاريوكا
- وداد حمدي
- إستفان روستي
- عبد السلام النابلسي
- إلياس مؤدب
- سناء سميح
- سعاد أحمد
- فتحية شاهين
- عزيز عثمان
- عبد العزيز أحمد
- سميحة توفيق